# Végzet (film, 1992)
Végzet  (eredeti címe angolul Damage / franciául Fatale) egy 1992-ben bemutatott romantikus film-pszichodráma Louis Malle rendezésében, Jeremy Irons, Juliette Binoche, Miranda Richardson, Rupert Graves és Ian Bannen főszereplésével. Forgatókönyvét David Hare alkotta, Josephine Hart ír írónő 1991-ben megjelent, azonos című regénye alapján. A történet főhőse egy öregedő, nős, családos angol férfi politikus, aki szexuális viszonyba keveredik saját fiának menyasszonyával, elveszti az irányítást saját élete fölött, féktelen szenvedélye tragédiához és családjának széthullásához vezet. A film főszereplőit több nemzetközi díjra jelölték.

## Cselekmény
Dr. Stephen Fleming orvos, aki beszállt a politikába és miniszteri rangra emelkedett. Londonban él feleségével, Ingriddel és leányával, Sallyvel. Felnőtt fia, Martyn, fiatal újságíróként önállóan él Londonban. Stephen mentora és karrierjének támogatója az apósa, Edward Lloyd, Ingrid apja. Egy fogadáson Stephen találkozik fiának, Martynnak új barátnőjével, Anna Bartonnal. Stephen azonnal a lány bűvkörébe kerül. Másnap Martyn elhozza Annát szülei elegáns belvárosi lakásába, és nagy szerelmeként, jövendőbelijeként mutatja be őt szüleinek. Stephen és Anna között érezhető a szexuális vonzódás, bár úgy tűnik, sem Martyn, sem Ingrid nem veszi ezt észre. Ingridnek feltűnik, hogy Anna egész idő alatt alig szólal meg.
Röviddel később Anna felhívja Stephent az irodájában. Lakására invitálja, ahol szexelnek egymással, egyetlen szó elhangzása nélkül. Néhány nap múlva Martynt rovatvezetővé nevezik ki, a család együtt ünnepli az előléptetést. Anna elmondja, hogy egy brit diplomata és egy francia asszony leánya, egyedül jött Angliába, ahol megismerkedett Martynnal. Ingrid gyanakodni kezd Annára, testvérei felől érdeklődik. Kiderül, hogy Annának volt egy bátyja, Ashton, aki öngyilkosságot követett el, amikor Anna tizenöt éves volt, úgymond „szerelmi csalódásból”. A vendégség után Martyn autón hazaviszi Annát, Stephen titokban követi őket. Miután Martyn eltávozott, Stephen felmegy Annához, és ismét szeretkeznek. Anna elmondja Stephennek, hogy bátyja, Ashton mindenáron vérfertőző kapcsolatba akart lépni vele, és csak magának akarta őt. Anna figyelmezteti Stephent, hogy „a sérült lelkű ember veszélyes, mert tudja, hogyan kell túlélni”, és ő nem hagyja, hogy bárki kisajátíthassa.
Stephen képtelen fékezni Anna utáni vágyát. A fiatalok Párizsban töltik a hétvégét. Stephen egy brüsszeli konferencián vesz részt, innen titokban Párizsba vonatozik. Míg Martyn alszik, Stephen kihívja a szállodából Annát és egy kapualjban szeretkezik vele. A lány hiába kéri Stephent, ne járjon a nyomukban. Biztosítja Stephent, hogy Martyn barátnőjeként ő mindig a közelében lesz, és mindig a rendelkezésére fog állni. Stephen azonban nem ura önmagának, teljesen magának akarja Annát. Beköltözik a fiatalokkal szemközti házba, állandóan figyeli őket. Saját családi élete megrendül, el akarja hagyni feleségét, de Anna határozottan lebeszéli erről. 
Amikor Stephen váratlanul meglátogatja Annát, ott találja a lány régi barátját, Peter Wetzlert, aki azonnal átlátja Stephen és Anna kapcsolatának lényegét. Virágnyelven értésére adja Stephennek, hogy Anna kapcsolata Martynnal értékes és komoly, Stephen ne álljon közéjük. Anna később elmeséli Stephennek, hogy tizenöt éves korában, Ashton halála napján Peterrel sétált, Aston követte őket, otthon őrült féltékenységi rohamot kapott, vérfertőző módon magáévá akarta tenni húgát. Anna elmenekült otthonról, másnap reggel hazatérve bátyját felvágott erekkel, holtan találta. Annát anyjával együtt Peter családjához vitték. Anna Peter szeretője lett. A vallomás után Stephen és Anna ismét szeretkeznek.
Stephen és Anna titkos viszonya folytatódik. Ingrid születésnapját a család Edward Lloyd nagyapánál ünnepli. Ingridet nyugtalanítja Anna jelenléte. Martyn váratlanul bejelenti, hogy feleségül veszi Annát. Stephen éjszaka randevúzik Annával a vendégszobában, de hajnalban, amikor kisurran, Sally, a leánya meglátja. Stephen hiába próbálja kimagyarázni, Sally nem hallgatja meg. 
A helyzet tovább bonyolódik, amikor Ingridék meghívják ebédre Elizabeth Prideaux-t, Anna édesanyját, jövendő nászasszonyukat. Ő is azonnal felismeri Stephen és Anna veszélyes viszonyát. Célzásokkal, virágnyelven óva inti Stephent Annától. Felhívja a család figyelmét Martyn és a meghalt Ashton feltűnő hasonlóságára, ez Annát nagyon idegessé teszi. Távozóban az anya nyíltan figyelmezteti Stephent: Leánya új életet kezdhetne Martynnal. Kéri Stephent, ne rombolja a fiatalok kapcsolatát. Stephen elszánja magát, felhívja Annát és véget vet viszonyuknak. Félrelépését megpróbálja bevallani Ingridnek, de végül mégsem teszi. Felkeresi fiát a szerkesztőségben, aki egy fekete-fehér fényképet ad neki, amelyen Anna, Stephen és ő maga láthatók. Feltűnő az apa és fia hasonlósága.
Ingrid, Martyn és Anna az esküvőt szervezik. Közben Anna bevallja Stephennek, hogy csak azért megy feleségül Martynhoz, hogy Stephen közelében maradhasson. Anna újraéleszti kapcsolatukat, egy lakáskulcsot küld a férfinak, ott találkozhatnak. Egy banális véletlen folytán Martyn megtudja, hogy Anna kibérelt egy lakást, ahol valami műszaki javítást kell végezni. Odamegy és ágyban találja menyasszonyát az apjával. Sokkos állapotban kihátrál, lezuhan a lépcsőn és halálra zúzza magát. A kétségbeesetten kirohanó apa már csak fia összetört testét szoríthatja magához. Anna szó nélkül lemegy a lépcsőn és eltűnik.
Ingrid őrjöng és Stephent vádolja a tragédiáért. Elhagyja férjét, magával viszi Sallyt is. Stephen felkeresi Annát az anyjánál, de a lány elfordul tőle, nem szól hozzá. Visszatér Peterhez ugyanúgy, ahogy Ashton halálakor tette. Stephen egy dél-európai kisvárosban magányosan éli sivár életét. Naphosszat a Martyntól kapott, életnagyságúra felnagyított fekete-fehér fotót bámulja, mely beborítja szobája falát. A záró narrációban Stephen elmondja, hogy egyszer még látta Annát véletlenül, egy repülőtéri váróban, Peter oldalán, egy kisgyermek kezét fogva: „Olyan volt, mint akárki más”.

## Főbb szereplők
| Szerep                                  | Színész            | Magyar hangja (1. szinkron, 1994) |
| --------------------------------------- | ------------------ | --------------------------------- |
| Dr. Stephen Fleming, miniszter          | Jeremy Irons       | Fodor Tamás                       |
| Anna Barton, Martyn menyasszonya        | Juliette Binoche   | Nagy-Kálózy Eszter                |
| Ingrid Fleming, Stephen felesége        | Miranda Richardson | Hámori Ildikó                     |
| Martyn Fleming, Stephen és Ingrid fia   | Rupert Graves      | Epres Attila                      |
| Edward Lloyd, Ingrid apja               | Ian Bannen         | Buss Gyula                        |
| Peter Wetzler                           | Peter Stormare     | Galambos Péter                    |
| Sally Fleming, Stephen és Ingrid leánya | Gemma Clarke       | Csondor Kata                      |
| Donald Lyndsay, képviselő               | Julian Fellowes    | Várkonyi András                   |
| Elizabeth Prideaux, Anna anyja          | Leslie Caron       | N/A                               |
| Miniszterelnök                          | Tony Doyle         | N/A                               |
| Raymond, Stephen Fleming sofőrje        | Ray Gravell        | N/A                               |
| Miss Snow, Stephen Fleming titkárnője   | Susan Engel        | N/A                               |
| Nyomozó                                 | David Thewlis      | N/A                               |

## Filmcím
A film eredeti angol nyelvű címe „Damage” főnév (sérülés, károsodás). A filmben „a sérült lelkű ember veszélyes” összefüggésben hangzik el. A francia cím, a nőnemű „Fatale” melléknév elkerülhetetlenséget, sorsszerűséget jelent. A másokra pusztulást hozó „femme fatale”, a „végzet asszonya” irodalmi, kultúrtörténeti fogalmára utalhat. A magyar címválasztás („Végzet”) ez utóbbi mintát követi. A nemzetközi forgalmazásban is több értelmezésből választottak: pl. németül: Verhängnis (végzet), spanyolországi spanyol/katalán változat Herida/Ferida (romlás, sérülés), mexikói spanyol Obsesión (megszállottság).

## Gyártás
A forgatókönyv Josephine Hart ír írónő 1991-ben megjelent azonos című regényéből készült (magyarul „Kárhozat” címen jelent meg), mely mind Európában, mind az Egyesült Államokban több héten át vezette a Publishers Weekly folyóirat bestseller-listáját. A könyvet David Hare angol színműíró adaptálta filmre. A Végzet volt Louis Malle filmrendező utolsó előtti filmje. A forgatás évében Malle szívinfarktust kapott, de be tudta fejezni filmjét. 
A forgatási munkák három hónapig tartottak, 1992. február 22-től május 15-ig. A külső felvételeket London és Párizs utcáin forgatták, a stúdiófelvételeket a surrey-i Shepperton Studiosban készítették A londoni Parlamentben játszódó jeleneteket a manchesteri Városházán forgatták. Az utolsó jeleneteket, Stephen Fleming magányos lakóhelyét a dél-franciaországi Villefranche-de-Rouergue kisvárosban vették fel.
A film zenéje Zbigniew Preisner lengyel zeneszerző műve, melyet a Varsói Nemzeti Filharmonikus Zenekar játszik, Wojciech Michniewski vezényletével. A jelmezeket a többszörös Oscar- és BAFTA-díjas Milena Canonero tervezte.
2023-ban a Netflix Rögeszme (Obsession) címmel elkészítette a film tévésorozat-remake-jét.

## További információ
- Végzet a PORT.hu-n (magyarul)
- Végzet az Internetes Szinkronadatbázisban (magyarul)
- Végzet az Internet Movie Database-ben (angolul)
- Végzet a Rotten Tomatoeson (angolul)
- Végzet a Box Office Mojón (angolul)
- Fatale (1992) (francia nyelven). AlloCiné.fr
- Verhängnis (1992) (német nyelven). Filmdienst.de
- Végzet (Damage) (magyar nyelven). TMDB (The MovieWeb Adatbázis)
- Végzet (Damage) (magyar nyelven). MAFAB.hu

## Kapcsolódó szócikk
- Rögeszme: a Netflix 2023-as tévésorozat-remake-je